# 大里七將軍廟
24°05′56″N 120°40′38″E / 24.098822°N 120.677261°E
大里七將軍廟，舊稱忠義祠七將軍廟，是位於臺灣台中市大里區新里里的七將軍廟，祭拜六員清軍與一隻犬，以尋找失物出名，酬神戲之多遂有「隔時無隔日」之說。

## 歷史
舊說地方志、新聞報導，此廟的建立是為祭祀在同治九年（1870年）前往阿罩霧柳樹湳庄巡視時、被原住民所殺的大里杙汛翁均、張烈等六位士兵。
但時間、汛名、人數皆錯誤，正確是在乾隆時身亡的七員柳樹湳杙士兵。與其他七將軍廟同，此廟地區在台灣清治時期時皆設有營汛。乾隆五十三年（1788年）林爽文事件平定之後，依福康安之意，在今大里區設立大里杙汛，位置可能在此廟右側之地（今大里警察分駐所），民間稱該處為「抄封館」、「總兵部」。嘉慶十五年（1810年）柳樹湳汛遭裁撤後，大里杙汛成為烏溪北岸唯一的汛塘。柳樹湳反而成為大里杙汛巡防地點，加上廟內有黃維昭於同治十年（1871年）春贈的古匾，故翁均等士兵被誤認為同治年間的大里杙汛兵。
1935年和2008年歷經兩次改建，原名「忠義祠七將軍廟」後改為「七將軍廟」。廟內分為三殿，中殿為忠義祠、左殿七將軍、右殿大眾爺。
2020年10月22日，廟內的『神之格思』匾被臺中市文化資產處登錄為一般古物。

## 祭祀
霧峰柳樹湳七將軍爺廟、草屯南岸七將軍廟、南投市營盤口七將軍廟在烏溪流域汛塘廢除後，信徒集中於祠廟週邊居民，唯位在大里區新里里新興路26號的七將軍廟因大里的社會、經濟變化而轉型成功。太平洋戰爭時，傳說台籍日本兵家人若到大里此廟祈求，廟內的犬神就會保佑該士兵平安，於是香火更加鼎盛。
該廟是地方信仰中心，也以找尋失物出名，答謝的民眾多以演戲酬神，特別農曆七月初五七將軍忌日時，大里路還得管制交通。過去幾乎天天都有戲劇可看，遂有「隔時不隔日」之說。布袋戲師、南投女子江賜美，1940年代末初次在此廟初次客串後布袋戲後，先後在台東、高雄、屏東、里港、北港、新港、民雄、新竹等地演出，當時倍受歡迎。

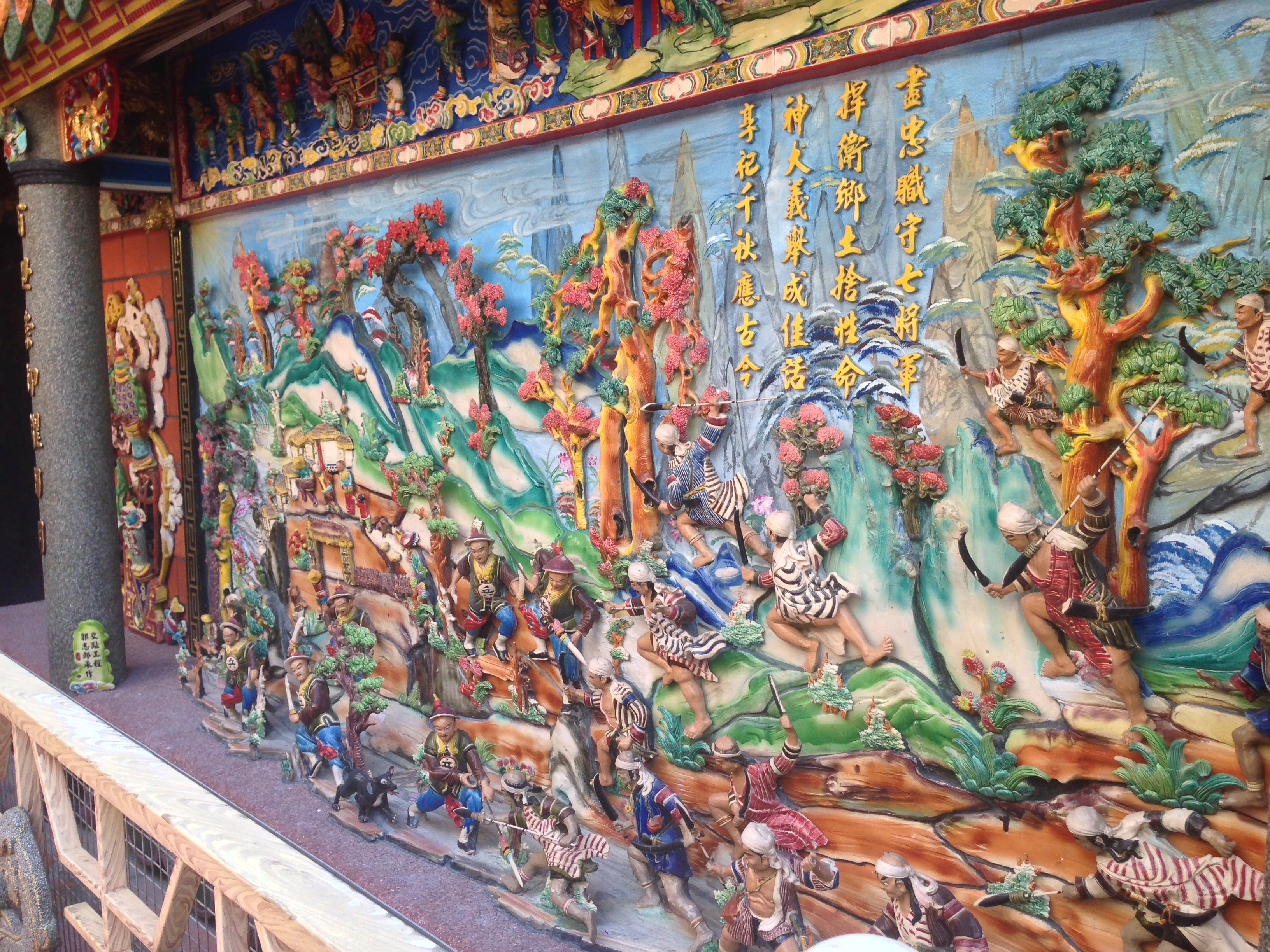
大里七將軍廟裝飾

## 外部連結
- 官方网站